# NFL Quarterback Club 96
NFL Quarterback Club 96 est un jeu vidéo de football américain sorti en 1995 et fonctionne sur Mega Drive, Saturn, Super Nintendo, DOS, Game Boy et Game Gear. Le jeu a été développé par Iguana Entertainment, Inc. puis édité par Acclaim Entertainment, Inc..